# Oxypetalum oblanceolatum
Oxypetalum oblanceolatum là một loài thực vật có hoa trong họ La bố ma. Loài này được Farinaccio & Mello-Silva mô tả khoa học đầu tiên năm 2006.